# Original Sin
Original Sin es el undécimo disco sencillo del grupo australiano de rock INXS, el primero desprendido de su cuarto álbum de estudio The Swing, y fue publicado en diciembre de 1983. La canción fue escrita por Michael Hutchence y Andrew Farriss, y producida por Nile Rodgers.

## Composición
Fue publicada como sencillo en los Estados Unidos en diciembre de 1983, donde alcanzó la posición 58 en la lista de éxitos Billboard Hot 100 en 1984. En Australia, alcanzó el número 1 en 1984.
Daryl Hall canta el coro de la canción junto a Hutchence. Durante una entrevista en Australia, Hall comentó que el productor Nile Rodgers se comunicó con él pidiéndole que hiciera parte de la grabación de "Original Sin".
El video musical fue filmado en Japón y presenta a INXS cantando en motocicletas mientras se instala y desmonta un recinto ferial a su alrededor.
En 2010, INXS volvió a grabar "Original Sin" con el vocalista estadounidense Rob Thomas y la rapera cubana DJ Yalediys como un sencillo de baile. Aparece en el álbum de 2010 Original Sin.
En febrero de 2014, después de la emisión de la miniserie INXS: Never Tear Us Apart en el canal de televisión Channel 7, "Original Sin" volvió a estar presente en las listas en Australia, alcanzando el puesto 61 en el ARIA Singles Chart.
En enero de 2018 la emisora de radio Triple M publicó la lista 'most Australian' con "Original Sin" en el puesto 58.

## Formatos[4]
En disco de vinilo de 7"
7 pulgadas diciembre de 1983 WEA 7-259727 / 1984 WEA P-1838  Original Sin
| Lado A |                |                                    |          |  |
| N.º    | Título         | Escritor(es)                       | Duración |  |
| 1.     | «Original Sin» | Andrew Farriss y Michael Hutchence | 3:45     |  |

| Lado B |                                    |              |          |  |
| N.º    | Título                             | Escritor(es) | Duración |  |
| 1.     | «In Vain/Just Keep Walking» (Live) | INXS         | 7:24     |  |

7 pulgadas diciembre de 1983 Mercury Records 818 132-7 //// Original Sin
| Lado A |                |                                    |          |  |
| N.º    | Título         | Escritor(es)                       | Duración |  |
| 1.     | «Original Sin» | Andrew Farriss y Michael Hutchence | 3:45     |  |

| Lado B |                         |                                    |          |  |
| N.º    | Título                  | Escritor(es)                       | Duración |  |
| 1.     | «Jan's Song» (Live)     | Andrew Farriss y Michael Hutchence | 3:06     |  |
| 2.     | «To Look at You» (Live) | Andrew Farriss                     | 3:39     |  |

7 pulgadas diciembre de 1983 Mercury Records 818 635-7 / Original Sin
| Lado A |                |                                    |          |  |
| N.º    | Título         | Escritor(es)                       | Duración |  |
| 1.     | «Original Sin» | Andrew Farriss y Michael Hutchence | 3:45     |  |

| Lado B |                         |                |          |  |
| N.º    | Título                  | Escritor(es)   | Duración |  |
| 1.     | «To Look at You» (Live) | Andrew Farriss | 3:39     |  |

7 pulgadas 1984 Atco Records 7-99766  Atco Records 79 97667  Original Sin
| Lado A |                |                                    |          |  |
| N.º    | Título         | Escritor(es)                       | Duración |  |
| 1.     | «Original Sin» | Andrew Farriss y Michael Hutchence | 3:45     |  |

| Lado B |              |                                    |          |  |
| N.º    | Título       | Escritor(es)                       | Duración |  |
| 1.     | «Stay Young» | Andrew Farriss y Michael Hutchence | 3:26     |  |

7 pulgadas 1984 Mercury Records 822 209-7  El Pecado Original
| Lado A |                                     |                                    |          |  |
| N.º    | Título                              | Escritor(es)                       | Duración |  |
| 1.     | «El Pecado Original = Original Sin» | Andrew Farriss y Michael Hutchence | 3:45     |  |

| Lado B |                                                |                                    |          |  |
| N.º    | Título                                         | Escritor(es)                       | Duración |  |
| 1.     | «Bailando En El Muelle = Dancing On The Jetty» | Andrew Farriss y Michael Hutchence | 4:34     |  |

7 pulgadas 1984 Mercury Records 45-70081  El Pecado Original
| Lado A |                                     |                                    |          |  |
| N.º    | Título                              | Escritor(es)                       | Duración |  |
| 1.     | «El Pecado Original = Original Sin» | Andrew Farriss y Michael Hutchence | 3:45     |  |

| Lado B |                                               |              |          |  |
| N.º    | Título                                        | Escritor(es) | Duración |  |
| 1.     | «Love Is (What I Say) = Amor Es -Lo Que Digo» | INXS         | 3:42     |  |

7 pulgadas 1984 Mercury Records 45-70081  El Pecado Original
| Lado A |                |                                    |          |  |
| N.º    | Título         | Escritor(es)                       | Duración |  |
| 1.     | «Original Sin» | Andrew Farriss y Michael Hutchence | 3:45     |  |

| Lado B |              |                                    |          |  |
| N.º    | Título       | Escritor(es)                       | Duración |  |
| 1.     | «Jan's Song» | Andrew Farriss y Michael Hutchence | 3:06     |  |

En disco de vinilo de 12"
12 pulgadas diciembre de 1983 WEA 0-259717 / Original Sin
| Lado A |                                 |                                    |          |  |
| N.º    | Título                          | Escritor(es)                       | Duración |  |
| 1.     | «Original Sin» (Extended Remix) | Andrew Farriss y Michael Hutchence | 6:13     |  |

| Lado B |                            |                                    |          |  |
| N.º    | Título                     | Escritor(es)                       | Duración |  |
| 1.     | «Original Sin» (Dance Dub) | Andrew Farriss y Michael Hutchence | 6:00     |  |

12 pulgadas diciembre de 1983 Mercury Records 818 132-7 //// Original Sin
| Lado A |                                 |                                    |          |  |
| N.º    | Título                          | Escritor(es)                       | Duración |  |
| 1.     | «Original Sin» (Extended Remix) | Andrew Farriss y Michael Hutchence | 6:24     |  |

| Lado B |                         |                                    |          |  |
| N.º    | Título                  | Escritor(es)                       | Duración |  |
| 1.     | «Jan's Song» (Live)     | Andrew Farriss y Michael Hutchence | 3:06     |  |
| 2.     | «To Look at You» (Live) | Andrew Farriss                     | 3:39     |  |

12 pulgadas 1984 Atco Records 0-96957  Atco Records 79 69570  Original Sin
| Lado A |                                 |                                    |          |  |
| N.º    | Título                          | Escritor(es)                       | Duración |  |
| 1.     | «Original Sin» (Dance Dub)      | Andrew Farriss y Michael Hutchence | 6:00     |  |
| 2.     | «Original Sin» (Extended Remix) | Andrew Farriss y Michael Hutchence | 6:24     |  |

| Lado B |                     |                                    |          |  |
| N.º    | Título              | Escritor(es)                       | Duración |  |
| 1.     | «Stay Young»        | Andrew Farriss y Michael Hutchence | 3:27     |  |
| 2.     | «Just Keep Walking» | INXS                               | 2:42     |  |